# ناحیه فلاوسن
ناحیه فلاوسن (به عربی: دائرة فلاوسن) یک ناحیه در الجزایر است که در استان تلمسان واقع شده‌است.

## خصوصیات
ناحیه فلاوسن ۱۹٬۷۹۸ نفر جمعیت دارد.